# 유흥거
제북왕 유흥거(濟北王 劉興居, ? ~ 기원전 177년)는 전한의 황족 · 제후왕이다. 전한 고제의 손자로 제도혜왕 유비의 아들이며, 제애왕 유양과 성양경왕 유장의 아우다.

## 일대기
제애왕 7년 곧 고황후 6년(기원전 182년), 동모후(東牟侯)에 봉해져 장안으로 들어왔고, 4년 전에 마찬가지로 장안으로 들어와 숙위를 맡고 있는 형 유장과 함께 숙위를 맡았다.
2년 후, 고황후가 죽자, 형 유장과 유양이 사람을 보내며 모의하여, 유양은 제나라에서 서쪽으로 출병하고 유장은 유흥거와 함께 내응해 여씨들을 죽이고 유양을 황제로 세우기로 했다. 결국 진평·주발 등과 협력해 유장이 여산을 죽임으로써 여씨들을 주멸할 수 있었다. 대신들은 소제와 그 형제들은 사실 혜제의 아들들이 아니라며 폐위하고자 했는데, 유흥거는 여씨들을 죽이는 데 공이 적다며 자청하여 하후영과 함께 소제의 처리를 맡아, 궁궐에 들어가 소제를 폐위하고 소부에 안치했다. 이후 유택 등 대신들의 반대로 유양은 황제가 되지 못하고 대왕 유항이 황제가 되었다.
문제 2년(기원전 178년), 문제는 원래 유장과 유흥거의 공이 크다 하여 조나라와 양나라의 왕으로 삼으려 했으나, 이들이 유양을 황제로 세우려 한 것을 알자 공적을 폄하해 제나라를 갈라내어 만든 성양나라와 제북나라의 왕으로 삼았다. 제북왕은 불만을 품었고, 문제 3년(기원전 177년)에 흉노가 대대적으로 쳐들어와 한나라에서 대군을 내어 관영에게 맡겨 치게 하고 문제도 친히 태원으로 향했다는 소식을 듣자 반란을 일으켜 형양을 공격하려 했다. 문제는 흉노를 치기 위한 군대를 파하고 장안으로 돌아왔으며, 시무를 대장군으로 삼아 제북왕을 치게 하고 증하를 형양에 주둔시켰다. 제북왕은 패해 사로잡히자 자결했고, 제북나라는 폐해져 한나라의 군으로 편입되었다.